# Океаниды (симфоническая поэма)
«Океаниды» (фин. Aallottaret, в буквальном переводе ― «Духи волн»; первоначальное черновое название ― «Rondeau der Wellen», дословный перевод ― «Рондо волн»), соч. 73 ― одночастная симфоническая поэма для оркестра, написанная в период с 1913 по 1914 год финским композитором Яном Сибелиусом. Первое исполнение пьесы состоялось 4 июня 1914 года на музыкальном фестивале в городке Норфолк штата Коннектикут под управлением самого Сибелиуса; после премьеры сочинение получило множество положительных отзывов. Поэма написана в тональности ре мажор; в её основе лежат две главные темы, первая из которых символизирует нимф ― божеств из древнегреческой мифологии, вторая ― величие океана. Сибелиус развивает этот тематический материал в три этапа: вступительная картина спокойного океана, изображение надвигающегося шторма и кульминационный эпизод, подражающий грохоту обрушивающейся волны. В момент, когда снова наступает тишина, звучит финальный аккорд, иллюстрирующий безграничные морские просторы.
В стилистическом плане многие критики усматривали в «Океанидах» некоторые элементы импрессионизма, в то время как другие возражали, что активное развитие композитором двух тем, бережное использование им масштабных возможностей музыкальных инструментов, проистекающих из их диапазона звучания, применение которых было излюбленным приёмом импрессионистов, а также предпочтение Сибелиусом тематического развития и чёткой структуры эфемерной атмосфере отличают произведение от типичных примеров стиля импрессионизма, таких, как «Море» Клода Дебюсси.
Помимо симфонической поэмы в том окончательном виде, в каком она была впервые представлена публике, существуют более ранние версии «Океанид»: первая ― оркестровая сюита из трёх частей в тональности ми-бемоль мажор, датируемая 1913 годом (её первая часть на сегодняшний день утрачена), и вторая ― первоначальный вариант одночастной симфонической поэмы, который был отправлен Сибелиусом в Америку перед началом путешествия. Композитор переработал поэму, тем самым создав окончательную её версию, в дни перед музыкальным фестивалем. Таким образом, «Океаниды» являются одним из наиболее часто редактировавшихся композитором произведений ― по этому критерию симфоническую поэму можно поставить в один ряд с такими сочинениями Сибелиуса, как «Сага», «Четыре легенды о Лемминкяйнене», Концерт для скрипки с оркестром и Пятая симфония. Мировая премьера сюиты и ранней версии симфонической поэмы, никогда не исполнявшихся при жизни Сибелиуса, состоялась 10 сентября и 24 октября 2002 года соответственно ― играл симфонический оркестр Лахти под управлением Осмо Вянскя. Типичное исполнение финальной версии поэмы длится около 10 минут, что примерно на 3 минуты дольше продолжительности пьесы в её предыдущем варианте.

## История

### Сочинение

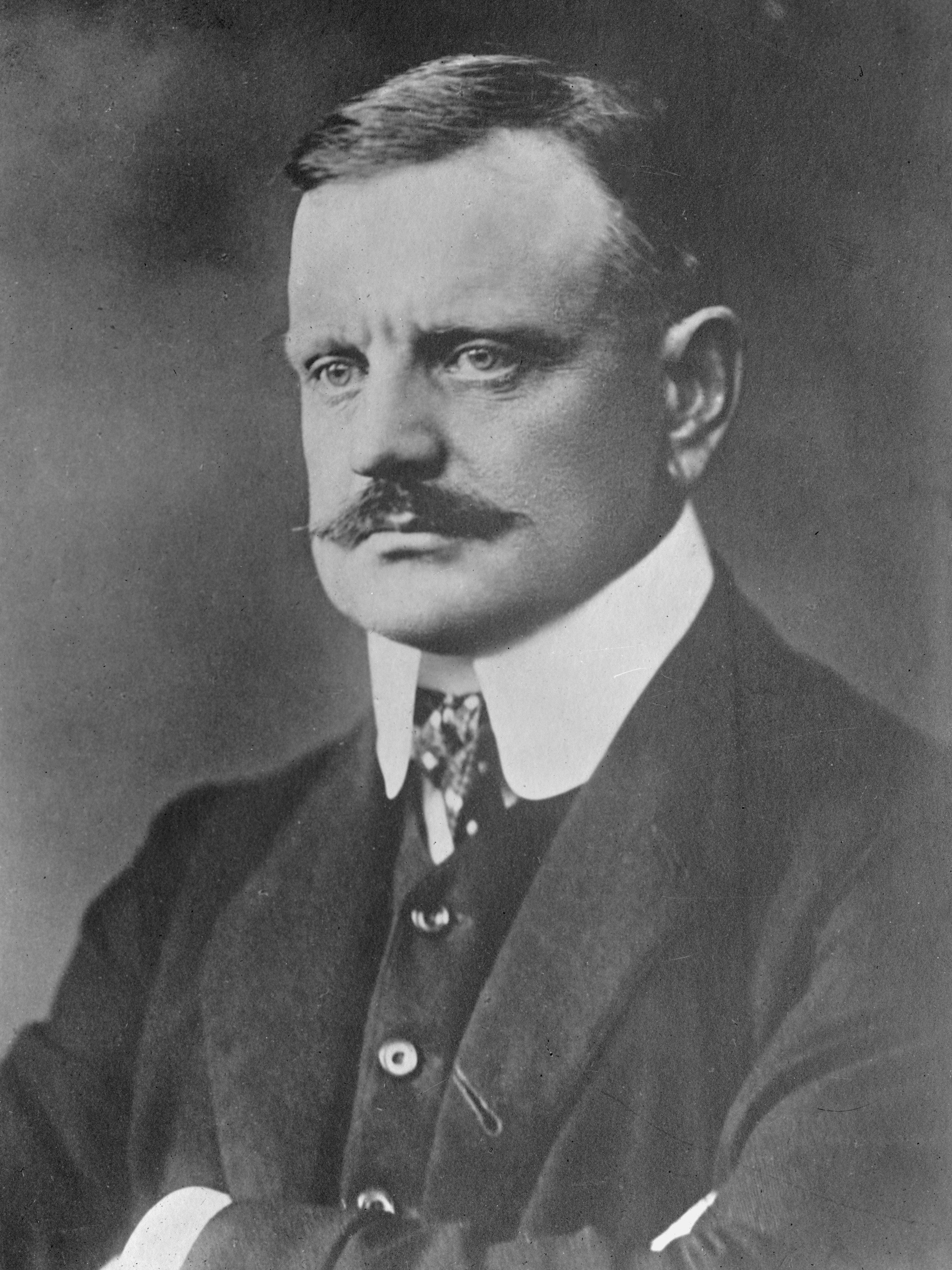
Сибелиус в 1913 году, примерно в то время, когда он начал сочинять поэму «Океаниды»

В августе 1913 года Сибелиус получил сообщение от американского композитора и профессора Йельского университета Горацио Паркера, в котором говорилось, что меценат из Новой Англии Карл Штеккель (1858—1925) и его жена Эллен Штеккель, урождённая Баттелл (1851—1939), выделили Сибелиусу 1000 долларов на написание новой симфонической поэмы. Паркер на тот момент уже был знаком с творчеством Сибелиуса; несколькими месяцами ранее он нанял финского композитора в целях сочинения «Трёх песен для американских школ» (в каталоге ― JS 199). Симфоническая поэма должна была быть представлена на ежегодном музыкальном фестивале в Норфолке в 1914 году, который Штеккели финансировали и организовывали в своём поместье в концертном зале, получившем название «Музыкальный сарай». Несмотря на наличие другого заказа ― музыки к трагическому балету-пантомиме «Скарамуш» по одноимённому роману Рафаэля Сабатини, Сибелиус принял предложение Штеккеля, записав в своём дневнике: «Симфоническая поэма будет готова к апрелю [1914 года]».

#### Ранние версии
В начале сентября 1913 года до Сибелиуса дошло ещё одно письмо Паркера, в котором говорилось, что Штеккель хотел бы выплатить гонорар переписчику оркестровых партитур композитора. К концу 1913 года Сибелиус не добился значительного прогресса в сочинении произведения для норфолкского фестиваля, поскольку потратил всю осень на создание других пьес и на корректировку своих старых произведений. В январе 1914 года композитор отправился в Берлин; записи в дневнике Сибелиуса и выдержки из его писем за этот период указывают на то, что выполнение поручения Штеккеля стало для него первостепенной задачей. Во время пребывания Сибелиуса в Берлине его композиционная деятельность продвигалась достаточно медленно, и уже в середине февраля он вернулся в Хельсинки, объяснив в своих записях: «Весьма встревожен из-за американского заказа. Предполагаю, что мне нужно вернуться домой, в свою «келью», чтобы иметь возможность сосредоточиться».
На сегодняшний день сохранились три версии «Океанид». Изначально, в 1913 году, Сибелиус задумал произведение как трёхчастную сюиту для оркестра в тональности ми-бемоль мажор, из рукописей которой до нашего времени дошли только вторая (Tempo moderato) и третья (Allegro) части. В какой-то момент композитор решил переработать тематический материал Allegro, во многих отношениях «незавершённого», в одночастную симфоническую поэму; музыкальное содержание части Tempo moderato в итоге нашло отражение в фортепианной пьесе «К тоске» (швед. Till trånaden), JS 202. В новом варианте произведения Сибелиус изменил тональность с ми-бемоль мажора на ре-бемоль мажор и немного расширил оркестровку.

#### Окончательная версия

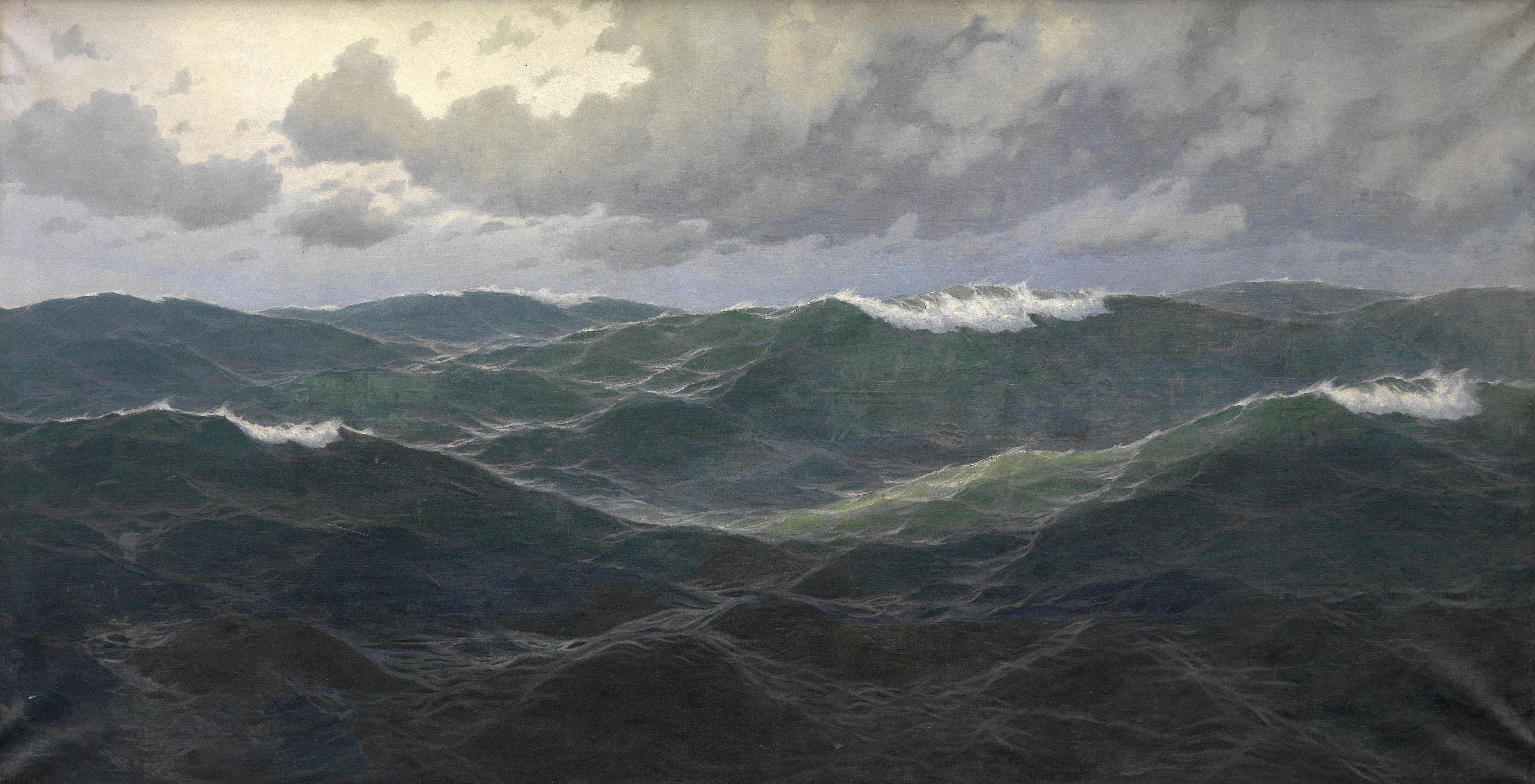
«Морской пейзаж» (ок. 1880). Эта картина Макса Йенсена напоминает ту обстановку, которую Сибелиус воссоздаёт в «Океанидах» при помощи музыкальных средств

В апреле 1914 года Сибелиус отправил партитуру по почте в Соединённые Штаты, озаглавив пьесу «Rondeau der Wellen» (этот «промежуточный» вариант симфонической поэмы в англоязычных источниках называют «йельской версией», поскольку после смерти Карла Штеккеля рукопись с этой редакцией поэмы была передана на хранение в библиотеку Йельского университета). 12 и 20 апреля 1914 года Паркер написал письма от имени Штеккеля, в которых он пригласил Сибелиуса отправиться на Норфолкский фестиваль и выступить со своими произведениями, за что обещал композитору вознаграждение в размере 1200 долларов и получение степени почётного доктора музыки Йельского университета. Несмотря на то, что рукопись симфонической поэмы уже была отправлена в Норфолк, Сибелиус не был полностью удовлетворён своим произведением и сразу же стал дорабатывать его, в конечном итоге решившись на полный пересмотр пьесы, прокомментировав свои действия так: «Разве это не похоже на мой характер ― переделывать симфоническую поэму? В данный момент я полностью захвачен этой работой». Хотя Сибелиус имел склонность постоянно пересматривать свои композиции, такие усилия обычно предпринимались при подготовке пьесы к публикации или после её первого прослушивания на концерте. Что касается «йельской версии», то, возможно, именно приглашение лично посетить музыкальный фестиваль побудило Сибелиуса в корне пересмотреть поэму и взглянуть на неё глазами критика.
Различия между первой и окончательной версиями симфонической поэмы существенны; Сибелиус не только транспонировал пьесу в ре мажор, но и добавил кульминационный момент, изображающий штормовую волну. Несмотря на эти изменения, инструментовка произведения осталась прежней, за исключением добавления в состав оркестра одной трубы. Сибелиус спешил завершить все правки до начала путешествия. Айно, жена Сибелиуса, так рассказывает о днях напряжённой творческой работы композитора в Айноле:
Приближается поездка в Америку. «Рондо волн» ещё не закончено. Композитор ужасно спешит <…> Партитура готова только наполовину. Переписчик, мистер Кауппи, остаётся у нас и пишет день и ночь <…> Только благодаря своей неиссякаемой энергии Ян [Сибелиус] добивается прогресса <…> Каждую ночь, когда я ложусь спать, мне слышны его [Сибелиуса] шаги, чередующиеся с тихо звучащей музыкой.
Сибелиус продолжал вносить поправки в партитуру симфонической поэмы во время пересечения Атлантического океана на борту лайнера «Кайзер Вильгельм II» и даже во время репетиций в Норфолке, но эти изменения в последнюю минуту, как утверждает музыковед Эндрю Барнетт, «обязаны были быть относительно незначительными», поскольку оркестровые партии поэмы были скопированы и отправлены в Америку уже перед отъездом композитора из Финляндии. Сибелиус был в восторге от прослушивания своего нового произведения, о чём он написал своей жене: «Я как будто нашёл себя. Четвёртая симфония послужила началом этого чувства. Но в этой поэме есть что-то большее. Некоторые пассажи просто сводят меня с ума. Вот такая поэзия». Ни сюита, ни «йельская версия» симфонической поэмы ни разу не были сыграны при жизни Сибелиуса, их мировые премьеры состоялись 19 сентября и 24 октября 2002 года соответственно в исполнении симфонического оркестра Лахти, которым дирижировал Осмо Вянскя.

#### Название произведения
Сибелиус, похоже, колебался по поводу выбора названия для своего произведения. 29 апреля он написал Паркеру: «Герр доктор, теперь вы должны простить меня за то, что я исполню симфоническую поэму в окончательной версии с названием „Рондо волн“. Версия с заголовком „Aallottaret“, которую я вам отправил, может остаться у мистера Штеккеля». Однако через месяц, ближе к концу мая, Сибелиус вновь остановился на варианте «Aallottaret» (возможно, композитор взял это слово, означающее «духи волн», из эпоса «Калевала»), и симфоническая поэма появилась под этим названием, хотя и с ошибкой, в программе Норфолкского фестиваля: «Aalottaret [sic] ― симфоническая поэма („Нимфы океана“)». При подготовке к публикации произведения издательством «Брайткопф и Гертель» в июне 1915 года Сибелиус, наряду с финским названием «Aallottaret», добавил его «пояснительный» перевод на немецкий язык ― «Die Okeaniden» («Океаниды»). Произведение было опубликовано под номером опуса 73 с посвящением чете Штеккелей.

### Премьера

#### Американская премьера

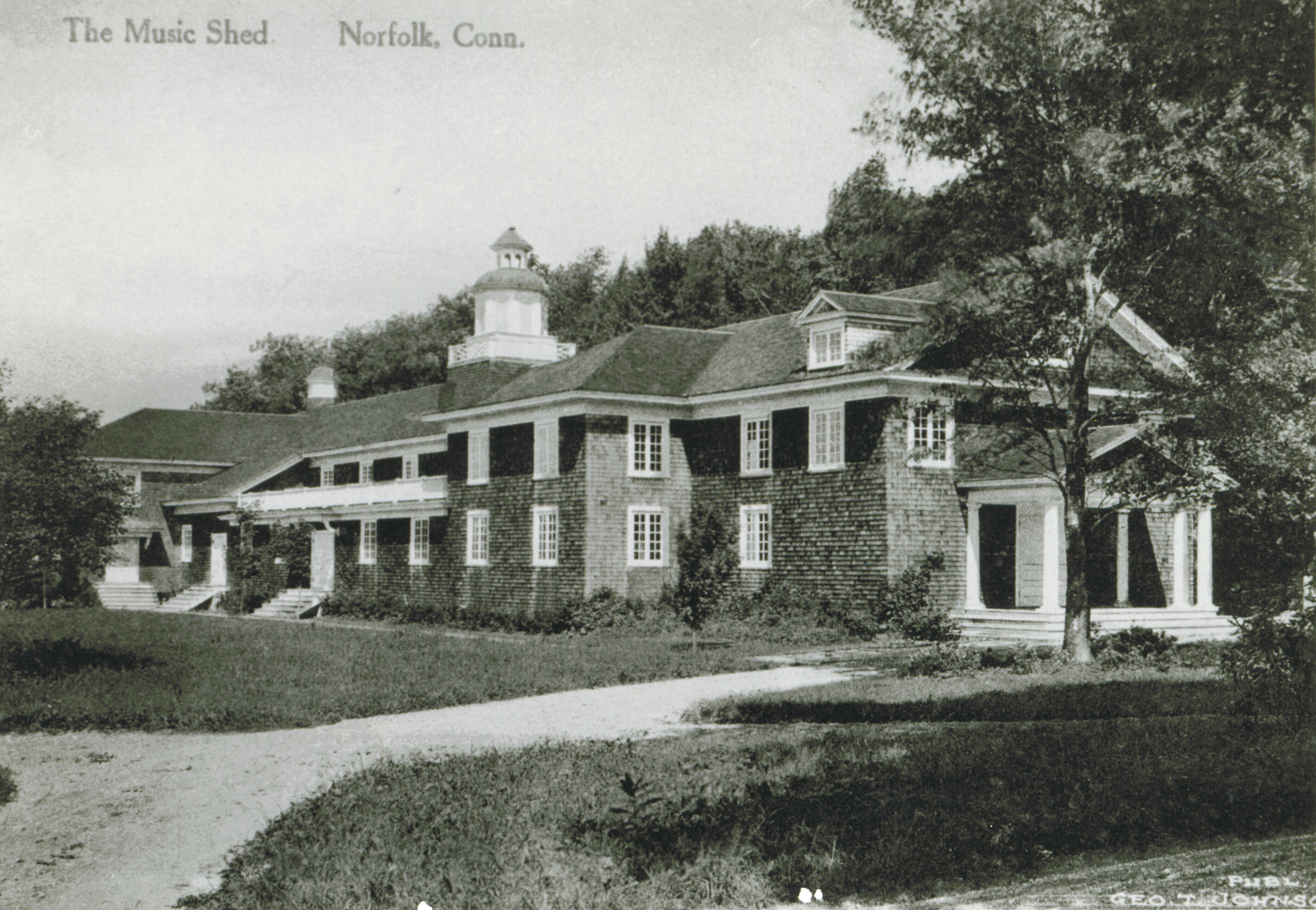
Открытка с изображением концертного зала, в котором прошла премьера «Океанид»

Премьера симфонической поэмы состоялась 4 июня 1914 года в концертном зале «Музыкальный сарай» на фестивале в Норфолке; Сибелиус сам дирижировал оркестром с подиума, оформленного в цветах американского и финского флагов. Оркестр, который Сибелиус похвалил, назвав его «самым замечательным и превосходящим все [оркестры], что есть в Европе», состоял из музыкантов, привлечённых из трёх лучших музыкальных обществ Америки: Нью-Йоркского филармонического оркестра, оркестра Метрополитен-опера и Бостонского симфонического оркестра. Штеккель так вспоминал репетиции сводного оркестра: «Я думаю, что сначала оркестранты не поняли большинство указаний, данных им. На следующей утренней репетиции музыканты, проиграв поэму три раза, были в полном восторге от неё и отметили, что красота музыки возрастала с каждой репетицией». Публика столь же положительно отозвалась о новом произведении, завершавшем первое отделение концерта, полностью посвящённое музыке Сибелиуса, в программу которого также вошли симфонические поэмы «Дочь Похьёлы», «Туонельский лебедь» и «Финляндия», сюита «Король Кристиан II» и «Грустный вальс». Штеккель рассказывает о концерте 4 июня:
Все, кому посчастливилось быть в зале, согласились с тем, что это было историческое событие в их жизни, и после исполнения последнего номера композитору была устроена овация, равной которой я нигде не видел, вся аудитория встала со своих мест и восторженно закричала, и, вероятно, самым спокойным человеком во всём зале был сам композитор; он несколько раз поклонился с той манерной изысканностью, которая была так типична для него <…> Каким бы спокойным Сибелиус ни казался на сцене, после окончания своего выступления он поднялся по лестнице и опустился в кресло в одной из гримёрных, будучи очень взволнованным. Некоторые люди утверждали, что он плакал. Лично я не думаю, что он по-настоящему плакал, но в его глазах действительно накапливались слезы, когда он пожимал нам руки и благодарил нас за то, что он с удовольствием назвал «честью, которую мы ему оказали».
По завершении второго отделения концерта, в программу которого вошли Девятая симфония Дворжака, рапсодия «Из прерий» Кольриджа-Тейлора и увертюра к опере Вагнера «Феи», оркестр сыграл национальный гимн Финляндии ― Сибелиус был глубоко тронут его исполнением, сказав Штеккелю: «Вся Финляндия благодарит вас и вашу жену. Я расцениваю исполнение этого гимна как дань уважения ― не мне, а моей родной земле». После концерта композитор отправился в Нью-Йорк, где он встретился с экс-президентом США Уильямом Говардом Тафтом, затем ― на Ниагарский водопад и в Йельский университет. Поездка завершилась банкетом, на котором присутствовали некоторые ведущие композиторы Америки: Генри Хэдли, Джордж Чедвик, Фредерик Конверс и Чарлз Лефлер.

#### Европейская премьера

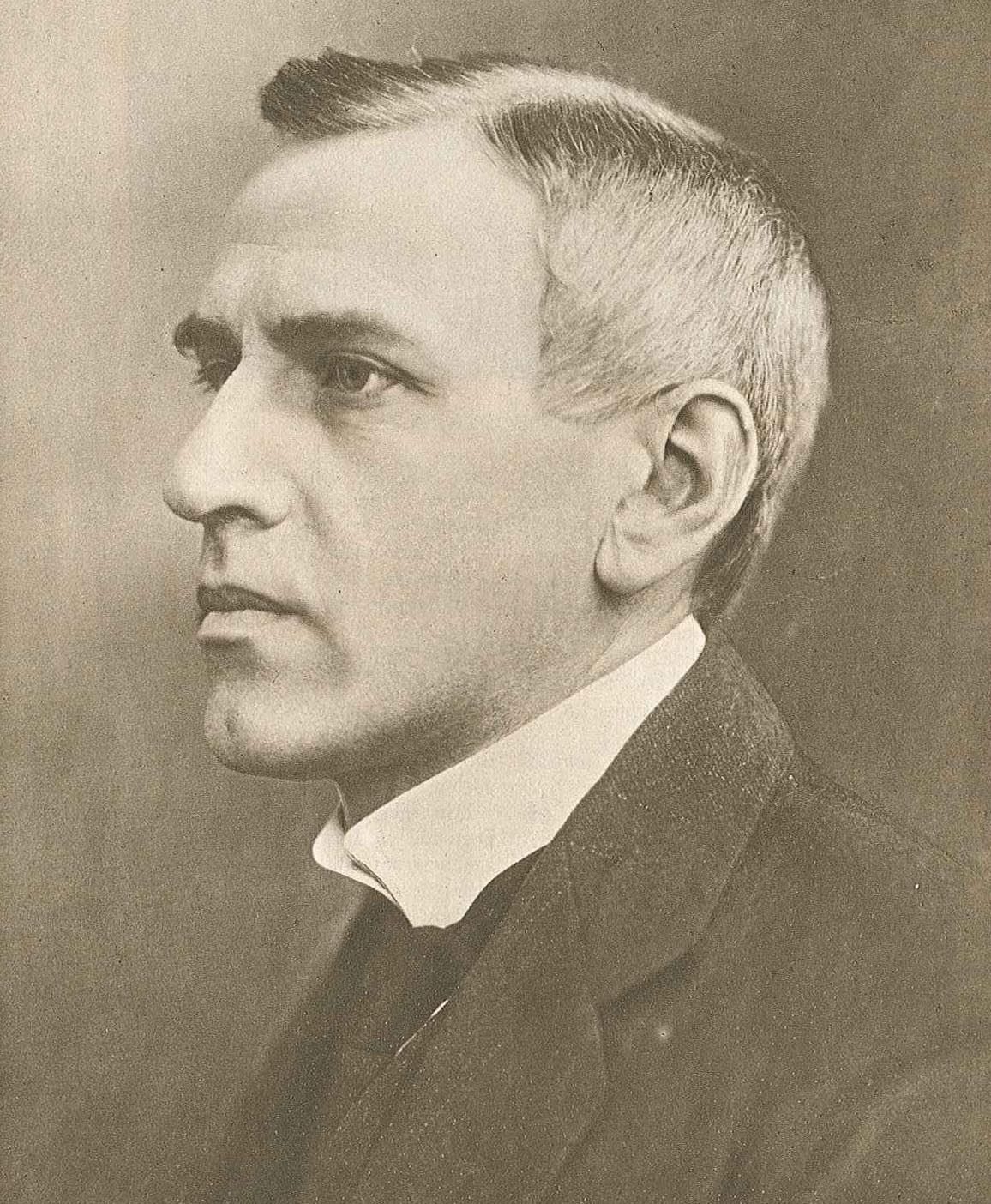
Вильгельм Стенхаммар (ок. 1916), друг Сибелиуса, по инициативе которого прошла европейская премьера «Океанид»

С началом Первой мировой войны 28 июля 1914 года музыку Сибелиуса практически перестали исполнять за пределами скандинавских стран и Соединённых Штатов по политическим причинам: в Германии не было большого интереса к музыке «вражеского народа» ― в то время Финляндия входила в состав Российской империи и официально была настроена против Германии, хотя Сибелиус положительно относился к немецкой и австрийской культуре, поскольку учился в 1880-х годах в Берлине и Вене; в России на творчество Сибелиуса также не обращали особого внимания по причине того, что финны считались «менее чем лояльными подданными царя». В любом случае, многие работы Сибелиуса были напечатаны немецкими издательствами, что нанесло ущерб репутации композитора не только в России, но и в Великобритании и в Соединённых Штатах. По словам биографа Сибелиуса Эрика Тавастшерна, война повергла композитора в состояние меланхолии и «творческой борьбы» (Сибелиус в то время одновременно работал над Пятой и Шестой симфониями). «Ответом» композитора на напряжённую обстановку в Европе послужило его уединение: Сибелиус воздерживался от посещения концертов и пренебрегал своим кругом друзей; он воображал себя «забытым и игнорируемым одиноким маяком света в сгущающейся зимней тьме».
Было нелегко заставить Сибелиуса отказаться от затворнического образа жизни; друг и соратник композитора Вильгельм Стенхаммар, в то время художественный руководитель и главный дирижёр Гётеборгского симфонического оркестра, неоднократно отправлял письма Сибелиусу, чтобы побудить его к проведению концерта в Гётеборге. Считая своим долгом дать премьеру какого-либо крупного произведения, такого, как, например, симфония, Сибелиус ― к огорчению Стенхаммара ― откладывал каждую запланированную поездку и в конечном счёте отказался от концертов, которые должны были состояться в марте 1914 года, написав Стенхаммару: «Моя совесть вынуждает меня поступить таким образом. Но в следующем году, когда, как я надеюсь, у меня будет готово несколько новых работ, мне доставило бы огромную радость исполнить их в Гётеборге». Новые концерты были запланированы на февраль 1915 года, однако Сибелиус в декабре 1914 года отменил и их. В конце концов, Стенхаммар смог уговорить композитора дать концерты в Швеции ― на очередное письмо Сибелиус ответил Стенхаммару: «Я снова вижу вашу огромную симпатию к моей музыке. Я приеду». Было решено провести концерты в марте 1915 года.
Усилия Стенхаммара были вознаграждены европейской премьерой «Океанид». Для Сибелиуса это была «возможность снова совершить турне и наполниться энергией от восторженных оваций публики» (концерты в Норфолке, которые прошли девять месяцев назад, уже казались композитору далёким воспоминанием). На первом концерте, 22 марта, прозвучали Вторая симфония, II часть «Исторических сцен» и две части из сюиты «Лебедь белая», после которых были исполнены «Океаниды». В своём дневнике Сибелиус записал, что выступление «имело большой успех», а Стенхаммар был «особенно очарован» финальным номером. В программе следующего концерта (24 марта) присутствовали I часть «Исторических сцен», ноктюрн из сюиты «Король Кристиан II», часть из сюиты «Возлюбленный», симфоническая поэма «Возвращение Лемминкяйнена» и Четвёртая симфония; в качестве заключительного номера также выступали «Океаниды». Сибелиус остался доволен тем, как оркестр справился с исполнением «Океанид», отметив в дневнике, что «после финального номера раздался оглушительный поток аплодисментов, топаний, криков „браво“ и оркестровых фанфар».

#### Другие известные исполнения
Финская премьера «Океанид» состоялась по случаю празднования пятидесятилетнего юбилея Сибелиуса 8 декабря 1915 года в Большом зале Хельсинкского университета (несмотря на то, что изначально выступление планировалось в Финском национальном театре) под управлением самого композитора, дирижировавшего Хельсинкским филармоническим оркестром. «Океаниды» открывали программу, которая также включала в себя две серенады для скрипки с оркестром (соч. 69, солировал Ричард Бургин) и мировую премьеру Пятой симфонии, изначально написанной в четырёх частях. Программа праздничного концерта была хорошо принята слушателями, и Сибелиус дважды повторил её ― один раз в Финском национальном театре 12 декабря и затем снова в Хельсинкском университете 18 декабря. Пьесой также дирижировали Армас Ярнефельт (весной 1916 года) и Роберт Каянус (в феврале 1917 года).

## Исполнительский состав
«Океаниды» написаны для оркестра, состоящего из следующих инструментов:
- Деревянные духовые: флейта-пикколо, 2 флейты, 2 гобоя, английский рожок, 2 кларнета in B♭, бас-кларнет in B♭, 2 фагота, контрафагот
- Медные духовые: 4 валторны in F, 3 трубы in B♭, 3 тромбона
- Ударные: 2 литавры, треугольник, колокольчики («stahlstäbe»)[31]
- Струнные: скрипки, альты, виолончели, контрабасы, 2 арфы

## Структура
«Океаниды» ― одночастная симфоническая поэма, построенная на двух основных темах (далее ― тема A и тема B). В начале пьесы флейты представляют «живую» тему A, изображающую нимф океана:
Audio playback is not supported in your browser. You can download the audio file.
Вскоре после проведения темы A гобой и кларнет ― на фоне глиссандо струнных — исполняют «величественную» тему B, которая иллюстрирует глубину и обширные масштабы океана и, по словам Эрика Тавастшерна, «представляет самого бога морей»:
Audio playback is not supported in your browser. You can download the audio file.
Сибелиус на протяжении всего произведения расширяет и «углубляет» смысл двух тем, достигая мощной, почти звукоподражательной кульминации, напоминающей обрушение высокой волны, которую музыковед Дэниел Гримли охарактеризовал как «точку текстурной, динамической и цветовой насыщенности». Эрик Тавастшерна представил структуру произведения следующим образом:
- Тема A (ре мажор)
- Тема B (ре минор ― фа мажор)
- Тема A1 (фа мажор; «ветры начинают набирать силу»)
- Тема B1 (ми-бемоль мажор ― соль-бемоль мажор; «приближается шторм»)
- Секция C (объединение материала тем A и B; «океаниды затоплены морскими волнами»)
- Тема A2 (ре мажор; «шторм» заканчивается, возвращается тема океанид)
- Кода (финальный аккорд демонстрирует «постоянство и необъятность океанских вод»)[32]

Гримли интерпретирует пьесу как «прогрессирующую через серию из трёх волнообразных циклов»: «картина спокойного океана» (A — B), «надвигающийся шторм» (A1 — B1) и «кульминация с обрушением волны» (C — A). Структурный анализ пьесы, сделанный Давидом Гурвицем, аналогичен тому, как её разобрал Тавастшерна; форму A ― B ― A ― B ― кода (B ― A) Гурвиц называет «сонатной формой без раздела разработки», в то время как Роберт Лейтон считает симфоническую поэму «чем-то вроде свободного рондо» ― по причине частых повторов вступительной темы A.

## Критика

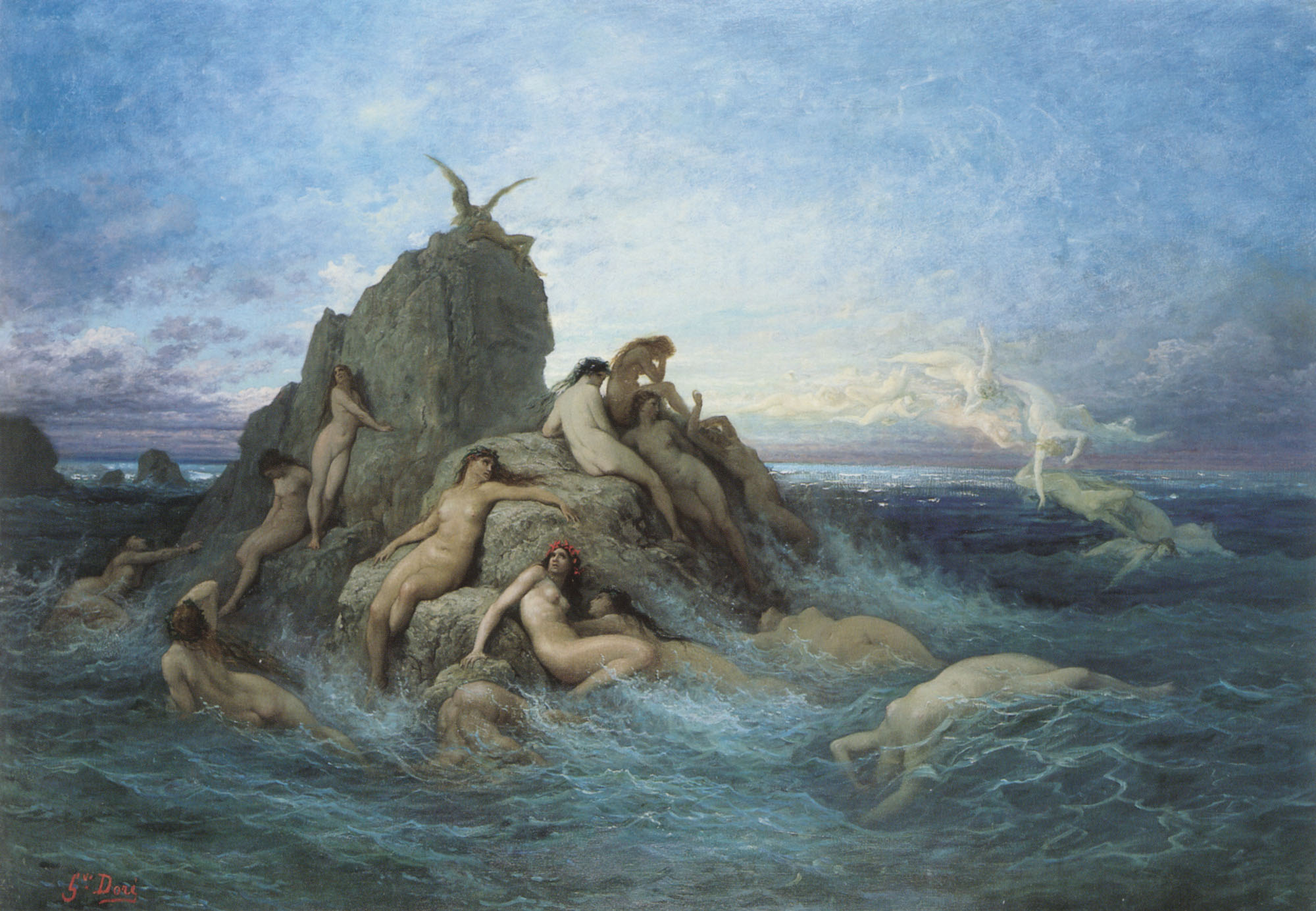
«Океаниды» (ок. 1860). Картина Гюстава Доре

Мнение критиков об «Океанидах» было в подавляющем большинстве положительным. После премьеры произведения в 1914 году Олин Даунс, американский музыкальный критик и почитатель творчества Сибелиуса, назвал симфоническую поэму «лучшим воплощением моря, которое когда-либо создавалось в музыке», похвалив композитора за «необычайно развитое чувство формы, пропорций и целостности композиции». Даунс заявил, что концерт музыки Сибелиуса в Норфолке был третьим по счёту событием в его жизни, когда он «почувствовал присутствие гения мирового класса», наряду с выступлениями Рихарда Штрауса в 1904 году и Артуро Тосканини в 1910 году. В неподписанной рецензии, опубликованной в газете «New-York Tribune» и почти наверняка созданной критиком Генри Кребилем, произведение было охарактеризовано как «свежее и живое, полное воображения и мощное в кульминации». Далее в рецензии сказано:
Самые привередливые слушатели, вероятно, будут сожалеть о том факте, что композитор по-прежнему уважает форму, по-прежнему поклоняется красоте, по-прежнему верит в могущество мелодии ― это скорее повод для поздравлений, чем для сожаления <…> Мистер Сибелиус ― прекрасный музыкальный конструктор, говорящий красноречивыми гармониями и привлекательными цветами, несмотря на свою любовь к тёмным оттенкам.
Влиятельный шведский критик Вильгельм Петерсон-Бергер, который отрицательно отзывался о большинстве произведений Сибелиуса (кроме Второй симфонии и симфонической поэмы «Дочь Похьёлы») и которого композитор однажды высмеял, назвав «его светлостью», изменил своё отношение к «Океанидам» в лучшую сторону в 1923 году, после прослушивания пьесы в исполнении Стокгольмского филармонического оркестра под руководством Сибелиуса. «„Океаниды“ звучали совершенно не так, как три года назад, когда пьесой дирижировал Шнеевойгт», ― написал по этому поводу Петерсон-Бергер, добавив далее: «В этой прекрасной поэме действительно слышится что-то от шума Эгейского моря и от поэм Гомера».
Бывший ученик Сибелиуса Лееви Мадетойя похвалил произведение в рецензии, опубликованной в газете «Uusi Suometar» в июле 1914 года: «Сибелиус, вместо того, чтобы бесконечно повторять стиль своих предыдущих работ, ещё раз продемонстрировал свою склонность к „обновлению“ и постоянному движению вперёд, к новым целям». Критик Карл Васениус одобрительно отозвался об «утончённом мастерстве» Сибелиуса и заметил, что «ни одна нота в его пьесе не тратится впустую на бессмысленные эффекты, но, тем не менее, у композитора получается достичь великих вещей. Сибелиус передаёт нам простор и величие океана, его мощную песню волн, и всё это ― без хвастливых жестов, потому что композитор слишком благороден для них». В книге «Tidning för musik» Отто Андерссон назвал поздние сочинения Сибелиуса, к которым также были причислены «Океаниды», ярким показателем того, что этот композитор был одним из самых дальновидных модернистов: «Сибелиус ― я верю ― человек будущего, постоянно опережающий своё время. Теперь он стоит на высотах, где горизонт простирается над полями, которые остальные люди пока не могут увидеть». Сесил Грей называет симфоническую поэму «смелым произведением» и приветствует «исключительную сложность и утончённость партитуры, бросающей вызов критикам, которые считают Сибелиуса „художником-примитивистом“».
Современные музыковеды и критики также усматривают в «Океанидах» проявление высочайшего мастерства композитора. Гай Рикардс отмечает «экстраординарность партитуры, роскошной и в то же время тонко изображающей различные настроения моря, и пронизанность мелодий лучами света»; Роберт Лейтон считает это произведение «гораздо более амбициозным и высокоорганизованным по замыслу», чем его непосредственный «предшественник» ― симфоническая поэма «Бард». Тавастшерна подчёркивает успех Сибелиуса в иллюстрации моря: «игривые флейты, „оживляющие“ океанид перед слушателями, но при этом кажущиеся „чужаками“ на фоне необъятного морского пейзажа; мощь ветра, передаваемая гобоем и кларнетом под глиссандо арфы и смычковых инструментов; яркий аккорд, символизирующий безграничное пространство моря и могучая кульминация шторма, финальный грохот волны, который всегда превосходит чьё-либо воображение и ожидания». Финский композитор Калеви Ахо подчеркнул преимущества «йельской версии» в ре-бемоль мажоре, заявив, что окончательный вариант пьесы в ре мажоре «теряет что-то существенное» с точки зрения колорита звучания: «Ре-бемоль мажор <…> в каком-то смысле более таинственный и „импрессионистичный“. По сравнению с ним ре мажор звучит чётче, но более прозаично». Дирижер Осмо Вянскя также отметил разницу между звучанием двух тональностей, сравнив ре-бемоль мажор с «большим озером», а ре мажор ― с «могучим океаном».

## Анализ

### Импрессионистские черты

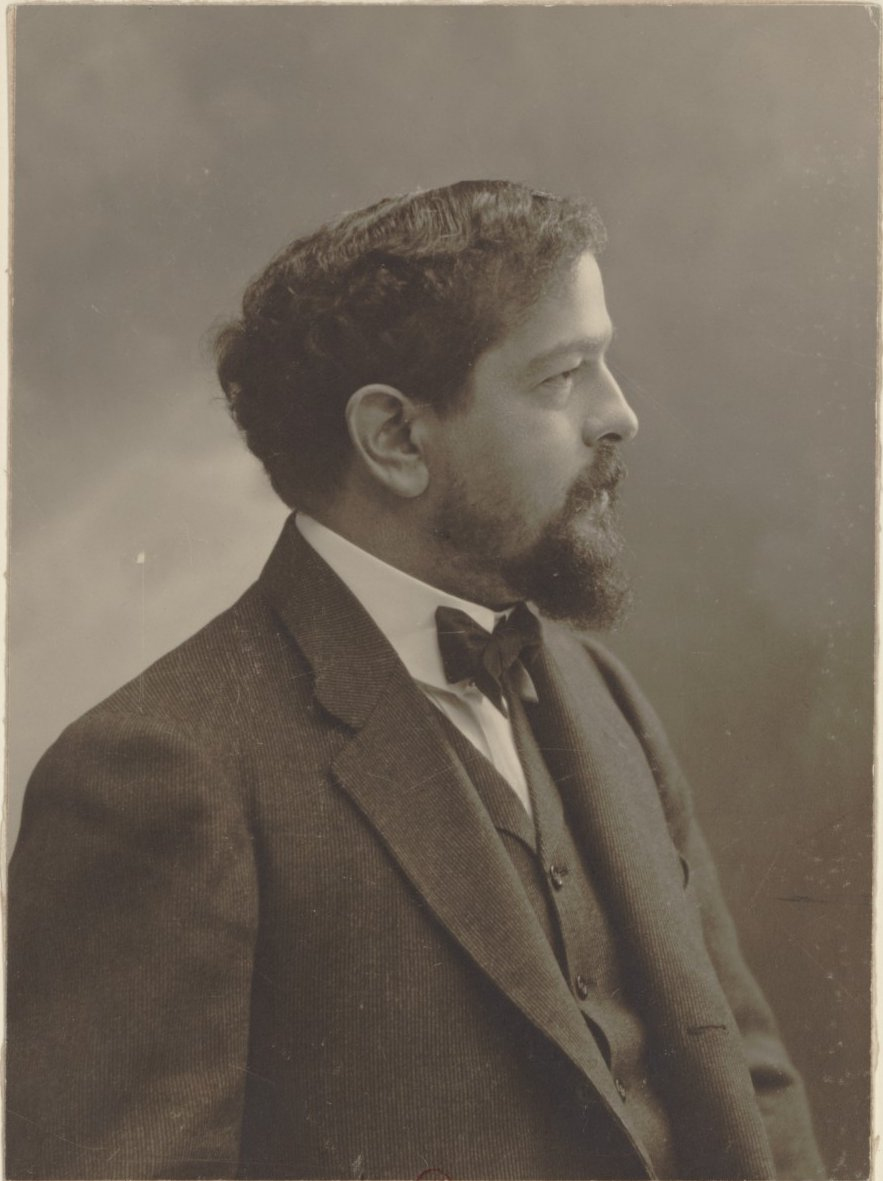
Клод Дебюсси

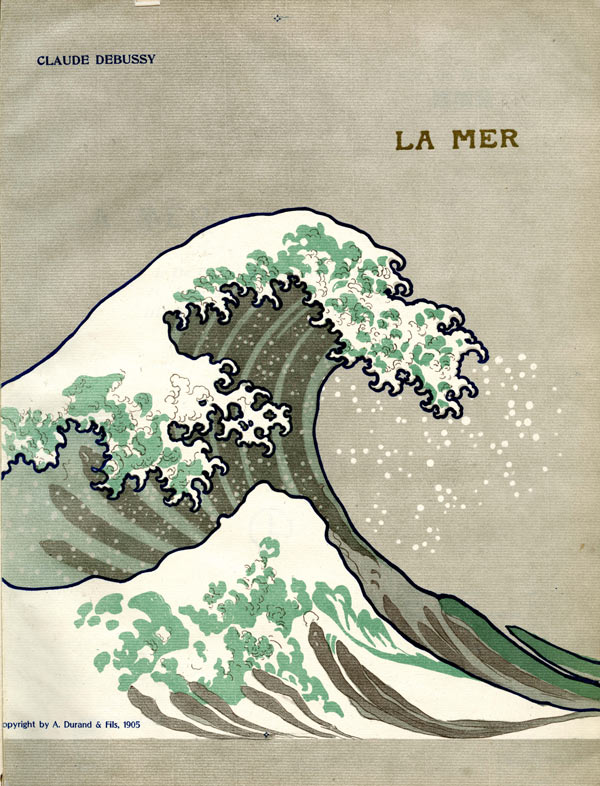
«Море» Дебюсси, издание 1905 года

В стилистическом плане многие критики описывали «Океаниды» как произведение в стиле импрессионизма и, в частности, проводили сравнения с «Морем» Клода Дебюсси. Харольд Джонсон, например, пишет, что темы и оркестровка пьесы с приглушёнными тремоло струнных и глиссандо арфы «имеют более чем поверхностное сходство» со стилем Дебюсси; Джонсон также предположил, что Сибелиус, возможно, опасался, что первоначальное название сочинения ― «Рондо волн» ― было слишком похоже на названия работ Дебюсси. Сесил Грей, который называет оркестровку «Океанид» «разительно отличающейся» от всех остальных примеров, которые можно отыскать в творчестве Сибелиуса, подчёркивает, что в произведении не чувствуется прямого влияния музыки других композиторов и утверждает, что Сибелиус не просто развивает технику французского импрессионизма, а коренным образом изменяет её принципы, делая её «полностью своим собственным стилем, а не отражением или искажением Дебюсси». Далее Грей продолжает:
Французские мастера этого композиционного метода и их подражатели из других стран сосредоточили своё внимание по большей части на использовании возможностей, предоставляемых верхними регистрами инструментов оркестра, и на достижении, главным образом, эффектов блеска и сияния света. Сочинения Дебюсси для инструментов низкого регистра, в частности для контрабаса, как правило, робки и малопримечательны по сравнению с обращением композитора к инструментам высокого регистра, что, несомненно, является результатом его преувеличенного страха перед плотностью текстуры. В «Океанидах» Сибелиус исследовал нижние регистры оркестровых инструментов более тщательно, чем кто-либо ранее, и применил импрессионистский метод композиции к басовым инструментам, тем самым добившись эффектов звучности, доселе неизвестных.
Признавая «импрессионистичность» «Океанид», Нильс-Эрик Рингбом предупреждает, что сравнение с Дебюсси не должно заходить слишком далеко. В то время как в произведениях Дебюсси «редко встречается что-либо, подвергающееся тематическому развитию ― вместо этого Дебюсси поражает слушателя своим мастерством в передаче мечтательных, пассивных настроений и мимолётных, сдержанных эмоций», Сибелиус «придаёт слишком большое значение логическому развитию своих музыкальных идей, чтобы позволить им мерцать в пустоте тематической нестабильности; другими словами, он настаивает на том, что атмосферный фон не должен поглощать ни действия, ни структуры». Таким образом, в импрессионизме Сибелиуса «гораздо больше „активности“», чем у Дебюсси.
Другие критики предостерегали от вывода о том, что «Океаниды» либо являются примером импрессионизма, либо каким-то образом стилистически обязаны Дебюсси. Тавастшерна, например, считает, что «опора произведения на мажоро-минорные гармонии и относительно щадящее использование увеличенных ладов» указывает на то, что симфоническая поэма «принадлежит миру позднего романтизма», несмотря на импрессионистский характер её текстуры, «гармонической лексики» и ритмических рисунков. Гурвиц аналогичным образом критиковал «ревущий поток бессмыслицы в литературе о Сибелиусе», касающийся мнимого, по мнению критика, влияния французских импрессионистов на творчество композитора. «Похожие проблемы часто приводят к похожим решениям», ― отмечает Гурвиц. «В этом смысле любой симфонический портрет океана неизбежно будет больше полагаться на текстуру и цвет, чем на мелодию, по той простой причине, что океан не поддаётся воплощению в антропоморфном виде». Лейтон обнаруживает присутствие в пьесе «типичного для Сибелиуса композиционного подхода» и отметает какое-либо серьёзное влияние Дебюсси. «Развитие „Океанид“ с первых тактов и далее является глубоко органичным», ― пишет Лейтон. «Очевидная независимость [произведения] от остальной части работ Сибелиуса проявляется только на поверхностном уровне».

### Симфоническая поэма «Бард»

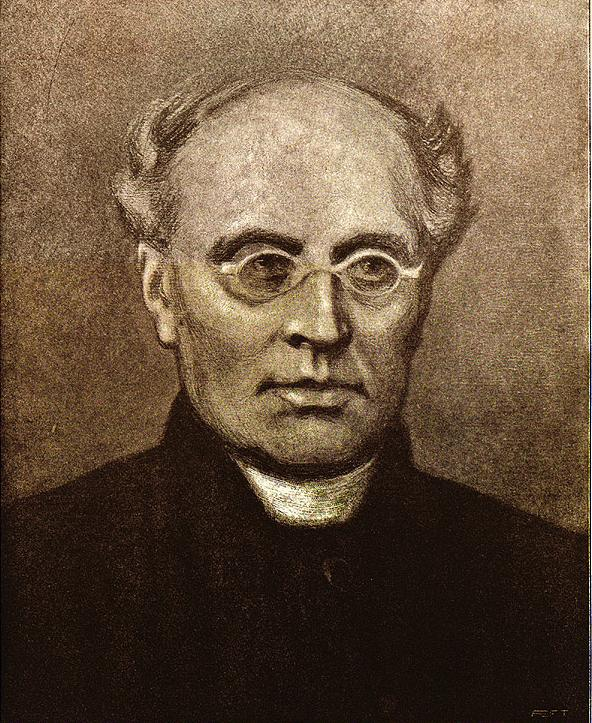
Йохан Людвиг Рунеберг

«Океаниды» восходят к наброскам трёхчастной оркестровой сюиты в ми-бемоль мажоре, которую Сибелиус, вероятнее всего, начал в 1913 году; на сегодняшний день сохранились только вторая (Tempo moderato) и третья (Allegro) её части. Музыковед Эндрю Барнетт высказал предположение об утраченной первой части сюиты. Хотя, возможно, вступительный номер был уничтожен композитором, Барнетт утверждает, что несколько «косвенных улик» указывают на то, что часть сохранилась, хотя и в другой форме ― в виде симфонической поэмы «Бард» (швед. Barden, соч. 64), написанной в 1913 году, впервые исполненной в Хельсинки 27 марта того же года оркестром Филармонического общества под управлением Сибелиуса и переработанной год спустя:
1. Первые 26 страниц в оригинальной рукописи сюиты отсутствуют; если первая страница была оставлена для названия, то это значит, что утерянная первая часть, вероятно, состояла из 25 страниц. Партитура симфонической поэмы «Бард» имеет примерно такой же объём ― 26 страниц[55].
2. Оркестровка «Барда» и сохранившихся второй и третьей частей сюиты практически идентичны друг другу[55].
3. Тематический материал второй части сюиты (который не применяется в окончательной версии «Океанид») тесно связан с фортепианной пьесой Сибелиуса «К тоске» (швед. Till trånaden, JS 202). Если высказать предположение, что сочинение «Барда» было навеяно одноимённым стихотворением финского поэта Йохана Людвига Рунеберга, то можно проследить связь между «Бардом» и сюитой: в первом томе собрания сочинений поэта стихотворение «К тоске» появляется через одну или две страницы после «Барда»[55].